# اللغة الكينيارواندية
كينيارواندا لغة إفريقية، وهي واحدة من اللغات الرسمية الثلاث في رواندا (إضافة إلى الفرنسية والإنجليزية). يتكلمها حوالي 10 ملايين شخص حسب آخر الإحصائيات.